# New Pine Creek (Californie)
New Pine Creek (auparavant Pine Creek) est une census-designated place située dans le comté de Modoc, dans l’État de Californie, à la frontière avec l’Oregon, aux États-Unis. Sa population était de 98 habitants lors du recensement de 2010.

## Démographie
| 2000 | 2010 | - | - | - | - |
| ---- | ---- | - | - | - | - |
| 89   | 98   | - | - | - | - |

## À noter
New Pine Creek est la localité la plus septentrionale de l’État.

## Source
- (en) Cet article est partiellement ou en totalité issu de l’article de Wikipédia en anglais intitulé « New Pine Creek, California » (voir la liste des auteurs).

1. ↑  « Statistiques des États-Unis - Californie - Profils des communautés de 2010 » (consulté en novembre 2020)
2. ↑  (en) « Extreme settlements : a comprehensive list », sur The Weekend Roady, 2 mai 2013 (consulté le 13 novembre 2023).